# Резолюция Совета Безопасности ООН 1020
Резолюция Совета Безопасности Организации Объединённых Наций 1020 (код — S/RES/1020), принятая 10 ноября 1995 года, сославшись на все резолюции по ситуации в Либерии, в частности 1001 (1995), Совет обсудил осуществление мирного процесса в ходе первой гражданской войны в Либерии и скорректировал мандат Миссии ООН по наблюдению в Либерии (МООНЛ), включив в него другие функции.
Совет Безопасности ООН отметил прогресс в Либерии в виде восстановления режима прекращения огня, создания Государственного совета и согласования графика мирного процесса до проведения выборов. Он также отметил, что стороны более решительно настроены работать над восстановлением мира. Была выражена озабоченность по поводу нарушений режима прекращения огня и задержек с роспуском войск.
Затем мандат МООНЛ был изменён следующим образом:
(a) поддерживать усилия Либерийского национального переходного правительства (ЛНПГ) и Экономического сообщества западноафриканских государств (ЭКОВАС) по выполнению мирных соглашений;

(b) расследовать нарушения режима прекращения огня и рекомендовать меры по предотвращению их в будущем;

(c) следить за соблюдением военных компонентов мирных соглашений, включая разъединение сил, разоружение и соблюдение эмбарго на поставки оружия;

(d) содействовать содержанию мест сбора и осуществлению программы демобилизации;

(e) поддерживать гуманитарную деятельность;

(f) сообщать Генеральному секретарю о нарушениях прав человека;

(g) наблюдать за избирательным процессом.
Число военных наблюдателей в МНООНЛ было установлено на уровне 160 человек. Все стороны были призваны выполнять положения Абуджийского соглашения, а переходное правительство — принять меры, чтобы избежать дальнейших нарушений режима прекращения огня. Всем странам напомнили о необходимости соблюдать эмбарго на поставки оружия, введенное в отношении Либерии в Резолюции 788 (1992), а обо всех его нарушениях сообщать в комитет, созданный в Резолюции 985 (1995).
Группу контроля Экономического сообщества западноафриканских государств (ЭКОМОГ) попросили обеспечить безопасность персонала МООНЛ. В этой связи ко всем либерийским сторонам был обращен призыв уважать статус обеих миротворческих сил и соблюдать международное гуманитарное право. Репатриация беженцев должна быть лучше скоординирована. Наконец, Генеральному секретарю ООН Бутросу Бутросу-Гали было предложено представить Совету доклад о ходе работы к 15 декабря 1995 года.